# Макарий I Иерусалимский
Макарий Иерусалимский — христианский святой, епископ Иерусалимский с 312 по 335 год. Известен своим участием вместе с императрицей Еленой, матерью Константина Великого в поисках Истинного креста, проведёнными в Иерусалиме около 325 года. В последние годы своей жизни выступил как сторонник Никейского собора и противник арианства.
Относительно вступления Макария на пост епископа Элии Капитолины существуют различные мнения, называются даты между 311 и 314 годами.
После того, как Арий был изгнан из Александрии епископом Александром в начале 320-х годов, Макарий Иерусалимский был один из первых, к кому он безуспешно обратился за поддержкой. В письме к Евсевию Никомидийскому, в котором Арий в конце концов нашёл единомышленника, александрийский пресвитер причисляет Макария к числу «людей, неутвержденных в вере и еретичествующих».
В 325 году Макарий принял участие в Никейском соборе, на котором зафиксировано его участие в двух церковных конфликтах. Первый, в Евсевием Кесарийским был о старшинстве их кафедр, завершившийся принятием неопределённого 7 канона Никейского собора. Второй, с Евстафием Антиохийским по поводу вероисповедания, завершившийся совместным подписанием обоих иерархов Никейского Символа веры. В приписываемой Геласию Кизикскому «Истории Никейского собора» рассказывается о нескольких воображаемых диспутах между Отцами и философами по поводу Ария. В одном из них Макарий обосновывает сошествие Христа в ад.
Об участии Макария в поисках Истинного Креста рассказывает Феофан Исповедник.
Макарий умер, вероятно, до Тирского собора 335 года, так как в числе его участников называется его преемник Максим.
Останки Макария, включая его голову, хранятся в часовне Святого Антония в Питтсбурге.